# Linea (exogéologie)
Pour les articles homonymes, voir Linea.

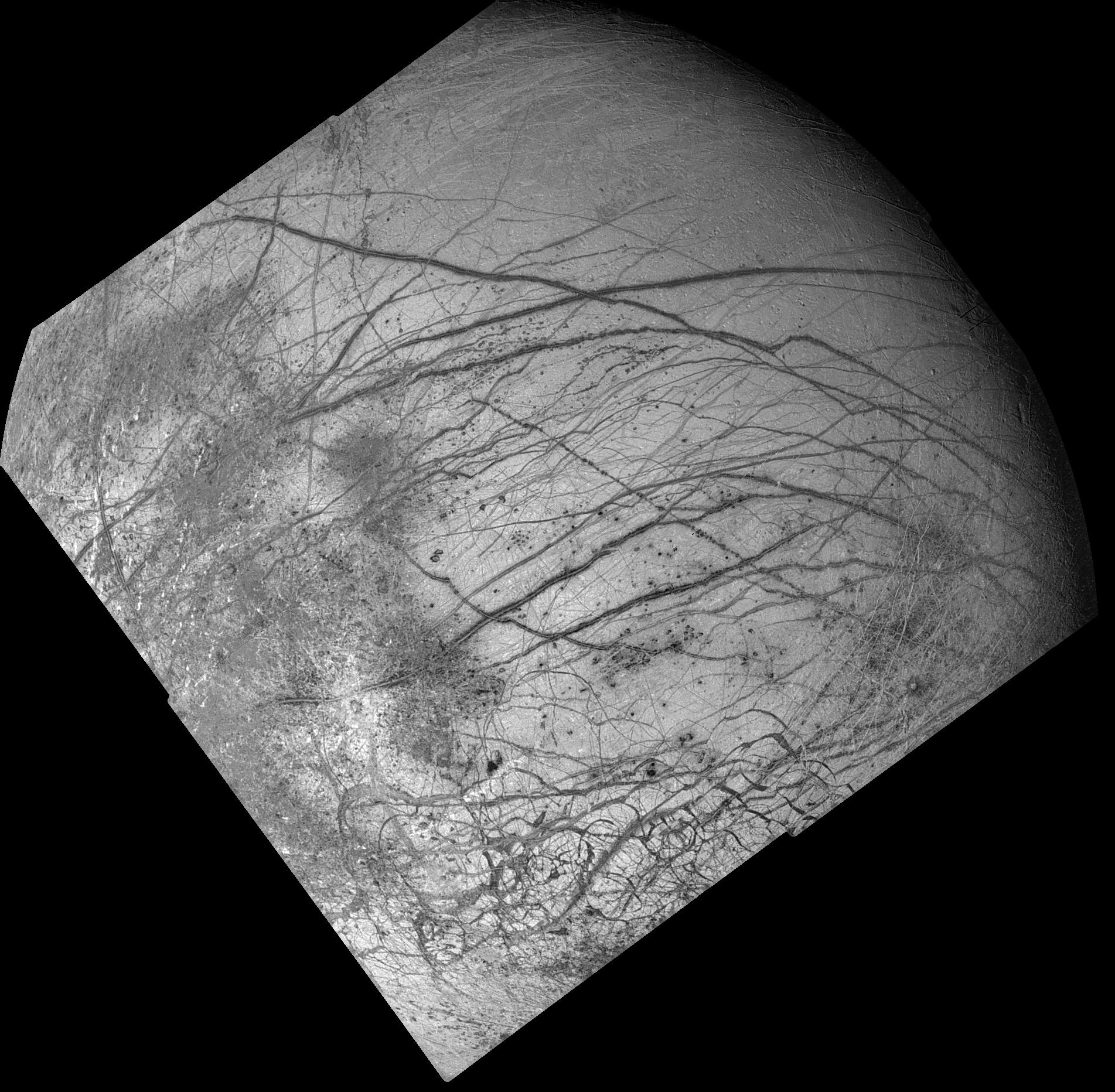
Lineae sur Europe

En planétologie, le terme linea (pluriel : lineae) désigne une formation topographique allongée, sombre ou claire, courbe ou rectiligne, à la surface d'une planète ou d'un satellite naturel. Le terme vient du nom latin linea qui désigne un fil ou une ligne tracée.
En 2016, l'union astronomique internationale mentionnait :
- une vingtaine de lineae sur Vénus ;
- une cinquantaine sur Europe ;
- deux sur Rhéa.